# Great Hits Live (Live at Great Woods 1997)
Albums de Erasure
The Erasure Show
(2005) The Erasure Show - Live in Cologne
(2005)
Great Hits Live (Live at Great Woods) est un DVD paru en septembre 2005 en Australie et en Nouvelle-Zélande seulement, restituant une prestation publique du groupe anglais Erasure relativement ancienne, puisqu'enregistrée lors d'un festival à Boston (États-Unis) le 31 mai 1997, dans le cadre de la tournée dédiée à l'album Cowboy. La durée est seulement d'une trentaine de minutes. D'autres artistes (non présents sur ce DVD) figuraient à l'affiche du festival.
Ce DVD étant multizoné en "zone 0", il peut être lu indifféremment par tout lecteur DVD, quel que soit le continent. De ce fait, le groupe Erasure étant relativement peu connu en Océanie, ce DVD s'est finalement surtout écoulé en tant que produit d'importation dans les pays où le groupe est habituellement connu : le Royaume-Uni, l'Allemagne, les États-Unis... L'image est encodée en PAL, au ratio 4/3 (format d'origine de ce mini-concert) et le son est en stéréo 2.0.

## Détail des plages
1. Love to Hate You
2. Chains Of Love
3. In My Arms
4. A Little Respect
5. Take A Chance On Me
6. Don't Say Your Love Is Killing Me